# 데스 센텐스
《데스 센텐스》(영어: Death Sentence)는 2007년 공개된 미국의 액션 스릴러 영화이다. 브라이언 가필드의 동명 소설이 원작이다.

## 줄거리
사우스캐롤라이나주 컬럼비아 사업가 닉은 아들 브렌던의 하키 경기를 본 뒤 브렌던을 차에 태우고 집으로 돌아오는 길에 잠시 주유소에 정차한다. 마침 갱단이 주유소를 습격하고 신입 갱단원에게 브렌던이 살해되자 닉은 직접 복수를 실행하기로 결심한다. 

## 출연
- 케빈 베이컨 - 닉 흄 역
- 개릿 헤들런드 - 빌리 달리 역
- 켈리 프레스턴 - 헬렌 흄 역
- 아이샤 타일러 - 제시카 월리스 형사 역
- 존 굿맨 - 본스 달리 역
- 맷 올리리 - 조 달리 역
- 리 워넬 - 스핑크 역
- 스튜어트 래퍼티 - 브렌던 흄 역
- 조던 개릿 - 루커스 흄 역
- 에디 거세기 - 보디 역
- 주디스 로버츠 - 쇼 판사 역

## 기타 제작진
- 공동 제작: 에릭 미첼
- 배역: 제니퍼 L. 스미스, 트리샤 우드
- 미술: 줄리 버고프
- 의상: 크리스틴 M. 버크